# 밀전리 미사일 기지
밀전리 미사일 기지는 북한의 ICBM 기지이다.

## 역사
2019년 5월 9일, 미국 전략국제문제연구소(CSIS)가 북한전문 사이트 비욘드 패럴렐에 게재한 보고서에 따르면 평안남도 은산군에 위치한 유상리 기지는 평양에서 북동쪽으로 63km, 서울에서는 북동쪽으로 220km 떨어진 곳에 있다. 이 기지는 최근 건설된 북한의 미사일 작전기지 중 하나다. 한미 정보 당국은 유상리가 아니라 밀전리라고 본다.
북한은 4곳의 ICBM 기지가 있으며, 3곳은 모두 중국 인접 지역에 있지만, 밀전리 기지는 훨씬 남쪽으로 내려와 내륙에 위치해 있다.
- 대륙간도미사일(ICBM) 기지: 밀전리 미사일 기지, 신풍리 미사일 기지, 영저리 미사일 기지, 회정리 미사일 기지, 삼지연 미사일 기지

여기에는 북한이 2017년 개발해 시험발사에 성공한 ICBM급 미사일 화성-14형과 ICBM 화성-15형이 보관됐을 것이라는 관측도 나온다.
기지에는 거대한 지하시설이 건설되어 있다.
한미 정보당국은 오래전부터 삭간몰을 포함해 총 9곳의 미사일 기지를 식별한 뒤 기지 내 이동식발사대(TEL) 이동 등 이상 징후를 밀착 추적하며 감시해 왔다.
- 단거리탄도미사일(SRBM) 기지: 삭간몰 미사일 기지, 토골 미사일 기지, 금천리 미사일 기지
- 중거리탄도미사일(IRBM) 기지: 양덕 미사일 기지, 중흥리 미사일 기지, 상남리 미사일 기지
- 준중거리탄도미사일(MRBM) 기지: 신오리 미사일 기지, 용림 미사일 기지, 영저리 미사일 기지